# Alvinópolis (ort)
Alvinópolis är en ort i Brasilien.   Den ligger i kommunen Alvinópolis och delstaten Minas Gerais, i den sydöstra delen av landet, 700 km sydost om huvudstaden Brasília. Alvinópolis ligger 602 meter över havet och antalet invånare är 12 068.
Terrängen runt Alvinópolis är huvudsakligen kuperad, men den allra närmaste omgivningen är platt. Runt Alvinópolis är det ganska glesbefolkat, med 24 invånare per kvadratkilometer..
Omgivningarna runt Alvinópolis är huvudsakligen savann.